# 霹靂江湖
《霹靂江湖》為首款改編自霹靂布袋戲的Q版策略類型角色扮演手機遊戲，對應iOS版和Android版，Android版2014年11月正式推出。除了擁有大霹靂正版授權之外，遊戲中也會將霹靂布袋戲劇集中的劇情、場景完整呈現眼前。動畫3D呈現，遊戲的畫面是以手繪2D背景、第二人稱表現。

## 劇情介紹
一頁書修養內力完成，一隻烏鴉飛來素還真居所，一頁書要去抓烏鴉，素還真三步兩步採取快攻，進入素還真居所椅子倒.茶杯翻了.燭台倒.素還真嘆氣一下，戴起口罩掃地。
天花板震動，一頁書抓住烏鴉爬上屋頂輕功，差點抓到烏鴉了，素還真一拳烏鴉倒下一頁書頭疼眼冒金星，拿起信函棄天帝寫了來字樣，兩人跳到花園等到棄天帝來，蒼.素還真.一頁書.赭杉軍.風之痕陣行，異度魔界大軍一起上了，最後來個一頁書會棄天帝之戰。

## 改版歷史
- 封測即將開放英雄四大類型開放
- Android 版開啟刪檔封測
- 11-27.Andorid平台正式上架
- 12-02.宣傳動畫首度披露
- 追加劇情副本.拳皇、泰逢、恨長風、軒轅不敗角色
- 增加系統「天狩浮閣」與「幫會系統」
- 公開新要素「江湖紛爭系統」
- 改版電影《奇人密碼》角色首度登場追加
- 全新英雄今日登場紅樓劍閣曌雲裳.樓無痕.緋羽怨姬。朱聞蒼日.不二做.天來眼，限時英雄魂魄兌換
- 2月份遊戲新系統搶先，「寶物升階」、「英雄重生」及「道友助陣」三系統介紹
- 大型改版，英雄挑戰、奇遇積分系統
- 最新改版內容，《奇人密碼》英雄緣分設定出現
- 《霹靂江湖》週年慶改版，由唯晶數位娛樂代理營運，大霹靂正版授權，智樂堂與上海駿夢遊戲聯合開發之手機遊戲《霹靂江湖》，於10/13進行遊戲週年慶改版。此次改版適逢《霹靂江湖》歡慶上架週年，不僅推出高人氣英雄「簫中劍」、「銀鍠朱武」及「九禍」時裝造型，新、舊玩家們闖蕩《霹靂江湖》。
- 今(19)日宣布開放週年慶第二波新改版內容，除了加入新系統「識界試煉」、及「神兵系統」，還有特別推出當紅霹靂布袋戲劇集——「霹靂俠影之轟掣天下」中道真雙秀「倦收天」及「原無鄉」，超人氣霹靂英雄驚喜登場，一同與玩家們共慶《霹靂江湖》一週年！

## 外部連結
- 駿夢遊戲 （繁體中文）（页面存档备份，存于）
- 霹靂江湖他站（繁體中文） （页面存档备份，存于）